# Bunaeopsis lueboensis
Bunaeopsis lueboensis är en fjärilsart som beskrevs av Eugène Louis Bouvier 1931. Bunaeopsis lueboensis ingår i släktet Bunaeopsis och familjen påfågelsspinnare. Inga underarter finns listade i Catalogue of Life.